# 진 평공
진 평공(陳 平公, ? ~ 기원전 755년, 재위: 기원전 777년 ~ 기원전 755년)은 중국 춘추 시대 진(陳)나라의 10대 임금으로, 휘는 섭(燮)이다.

## 사적
형 이공(夷公)이 죽은 후 뒤를 이었다.
평공 23년(기원전 755년)에 죽으니, 아들 어(圉)가 뒤를 이었다.
| 전임 형 이공 열 | 제10대 진나라의 후작 기원전 777년 ~ 기원전 755년 | 후임 아들 문공 어 |